# (2605) Sahade
(2605) Sahade – planetoida z pasa głównego asteroid okrążająca Słońce w ciągu 5 lat i 163 dni w średniej odległości 3,09 au. Została odkryta 16 sierpnia 1974 roku w Obserwatorium Féliksa Aguilara w El Leoncito. Nazwa planetoidy pochodzi od Jorge'a Sahade, argentyńskiego astronoma. Przed nadaniem nazwy planetoida nosiła oznaczenie tymczasowe (2605) 1974 QA.